# تومي مارتين
تومي مارتين (بالإنجليزية: Tommy Martyn)‏ هو لاعب دوري الرغبي بريطاني، ولد في 4 يونيو 1971 في إنجلترا في المملكة المتحدة.